# Coast miwok
Le coast miwok (c'est-à-dire miwok de la côte) est une langue miwok de la branche des langues miwok occidentales parlée aux États-Unis, au Nord de la baie de San Francisco, en Californie.

## Dialectes
Le miwok côtier avait plusieurs variétés, dont le bodega miwok qui,  comme de nombreuses langues de Californie, n'a pas résisté à la ruée vers l'or du milieu du XIXe siècle. Au début des années 1960, la seule informatrice qu'avait pu trouver C. Callaghan était une dame âgée de 80 ans ayant parlé la langue dans son enfance. La langue est éteinte.